# Заспи-Великі
Заспи-Великі (пол. Zaspy Wielkie) — село в Польщі, у гміні Тихово Білоґардського повіту Західнопоморського воєводства.
Населення — 746 осіб (2011).
У 1975-1998 роках село належало до Кошалінського воєводства.

## Демографія
Демографічна структура станом на 31 березня 2011 року:
|          | Загалом | Допрацездатний вік | Працездатний вік | Постпрацездатний вік |
| -------- | ------- | ------------------ | ---------------- | -------------------- |
| Чоловіки | 376     | 103                | 250              | 23                   |
| Жінки    | 370     | 90                 | 217              | 63                   |
| Разом    | 746     | 193                | 467              | 86                   |